# 莱伊拉·巴列维
勒伊拉·巴勒維公主（波斯語： لیلا پهلوی  ；英語：Leila Pahlavi，1970年3月27日—2001年6月10日）是伊朗沙阿穆罕默德-禮薩·巴列維和第三任皇后法拉赫·巴列維的最小女兒。九歲時，皇室被伊朗革命推翻，被迫流亡。
父王在埃及死後，她與家人定居美國，1992年畢業於布朗大學。
勒伊拉·巴勒維從未結婚，曾經當過華倫天奴·格拉瓦尼設計公司的模特兒，但因厭食症和憂鬱症等疾病，長期在美國和英國的醫院接受治療。她在倫敦的倫納德酒店房間內被人發現死亡，房間內還有五倍以上之致死劑量的西可巴比妥。

## 外部連結
- 勒伊拉的紀念網站
- 對於公主的死亡報告 （页面存档备份，存于）
- Iranian.com 巴列維的死亡之社論（页面存档备份，存于）
- 讚揚公主勒伊拉的第三十五歲生日紀念週刊